# Thrinacophora funiformis
Thrinacophora funiformis är en svampdjursart som beskrevs av Ridley och Arthur Dendy 1886. Thrinacophora funiformis ingår i släktet Thrinacophora och familjen Raspailiidae.
Artens utbredningsområde är havet utanför Brasilien. Inga underarter finns listade i Catalogue of Life.